# Pristimantis metabates
Espèce
Synonymes
- Eleutherodactylus metabates Duellman & Pramuk, 1999

Statut de conservation UICN

 EN  : En danger
Pristimantis metabates est une espèce d'amphibiens de la famille des Craugastoridae.

## Répartition
Cette espèce se rencontre de 525 à 860 m d'altitude :
- dans la province de Zamora-Chinchipe en Équateur ;
- dans la vallée du río Marañón dans la province de Bagua dans la région d'Amazonas au Pérou.

## Description
Les mâles mesurent de 28,4 à 32,2 mm et les femelles de 48,1 à 51,4 mm,.

## Publication originale
- Duellman & Pramuk, 1999 : Frogs of the genus Eleutherodactylus (Anura: Leptodactylidae) in the Andes of northern Peru. Scientific Papers Natural History Museum the University of Kansas, no 13, p. 1-78 (texte intégral).